# Mussolet pelut
El mussolet pelut (Xenoglaux loweryi) és una espècie d'ocell de la família dels estrígids (Strigidae) i única espècie del gènere Xenoglaux. Habita la selva densa del centre del Perú. El seu estat de conservació es considera vulnerable.